# 土肥健一
土肥 健一（どい けんいち）は、日本の実業家。
東芝プロセスソフトウェア（現東芝デジタルソリューションズ株式会社）元代表取締役社長。東芝エンジニアリング（現東芝プラントシステム株式会社）元取締役。コンピューターの2000年問題に対応する為、リーズニング社と共同でインターネットを利用したソフト検査サービスを開始、指揮した。土肥修司（日本の医師、岐阜大学名誉教授）、土肥恒之（西洋史学者、一橋大学名誉教授）の長兄。

## 略歴・人物
- 1943年北海道生まれ
- 1966年神奈川大学工学部電気卒
- 東芝グループ企業に39年勤続
- 中国系日本法人など6年

## 公職
- 2012年から2013年まで八王子市行財政改革推進審議会委員[2]
- 母校神奈川大学工学部電気電子情報工学科同窓会会長[3]